# Red (película de 2010)

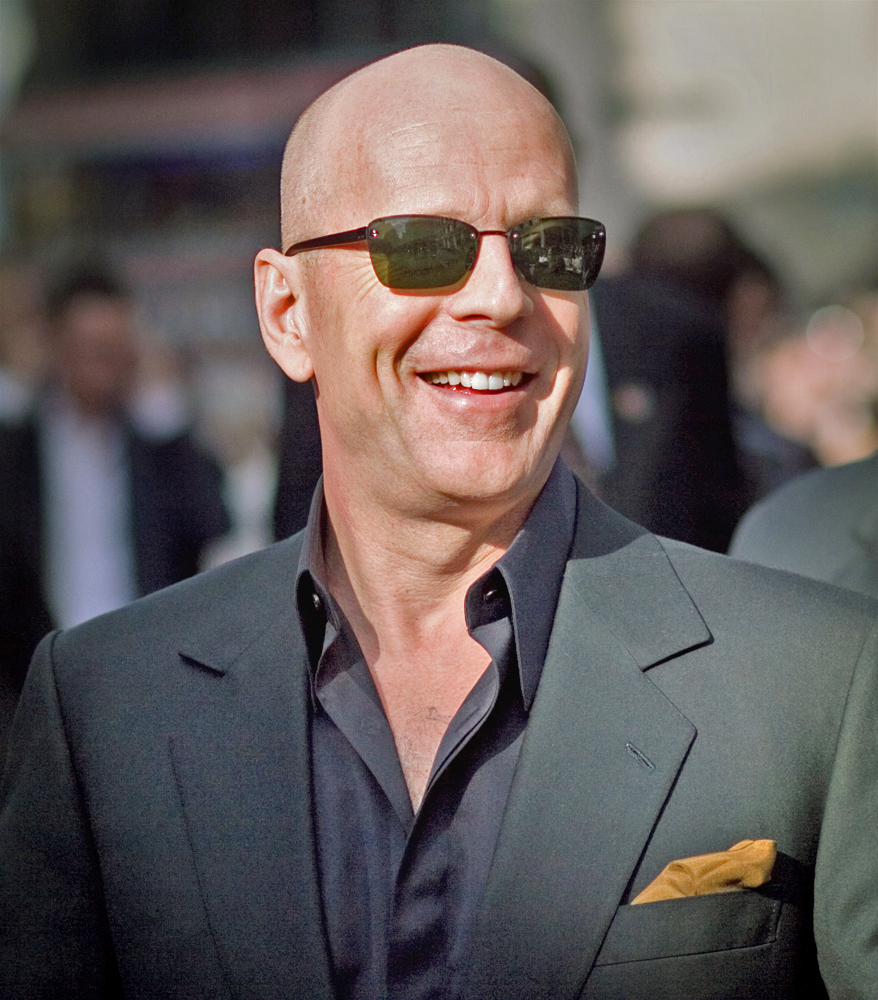
RED es una película de acción y comedia estadounidense del director Robert Schwentke y protagonizada por Bruce Willis

RED es una película de acción y comedia estadounidense del director Robert Schwentke. Es una adaptación del cómic Red publicado por DC Comics en 2003. La película fue estrenada el 15 de octubre de 2010 en los Estados Unidos.
Está protagonizada por Bruce Willis, Morgan Freeman, John Malkovich, Helen Mirren, Mary-Louise Parker, Karl Urban y Brian Cox.

## Argumento
Frank Moses (Bruce Willis) es un exagente de la CIA que lleva una vida tranquila, ahora que está jubilado. Sin embargo, empieza a sentirse solo y con frecuencia llama por teléfono a Sarah Ross (Mary-Louise Parker), una agente del servicio de atención al cliente que trabaja en la oficina que se encarga de la pensión de Frank en Kansas City.
Su vida se altera cuando un grupo de sicarios asaltan su casa en mitad de la noche. Frank mata a los asesinos. Como seguramente tendrá el teléfono pinchado, y Sarah estará en peligro por su culpa, se dirige a Kansas City para protegerla. Ella, aunque se resiste, acaba siendo la compañera de Frank, mientras él intenta averiguar quién está intentando matarle, y localizar a su antiguo equipo de operaciones. Mientras tanto, al agente de la CIA William Cooper (Karl Urban) le ordenan atrapar y matar a Frank.
Lo primero que hace Frank es ir a Nueva Orleans para encontrar a su mentor Joe (Morgan Freeman), enfermo terminal que actualmente vive en una comunidad de jubilados y que le dice que los sicarios a los que mató también eran responsables del asesinato de una reportera del The New York Times. Mientras evitan al agente Cooper, Frank y Sarah encuentran pistas que había dejado la fallecida reportera y que los llevan hasta una lista de sicarios. Localizan a Marvin (John Malkovich), otro exagente de la CIA y un teórico paranoico de la conspiración, que les facilita más información. Marvin les dice que los nombres de la lista estaban relacionados con una misión secreta en 1981 en Guatemala, en la que Frank y Marvin participaron, y que uno de esos hombres, Gabriel Singer (James Remar), todavía estaba vivo. Les dice Marvin que Singer es quien ha asesinado y silenciado a todos los de la lista. Singer es asesinado por un francotirador y Moses busca la ayuda del agente secreto ruso Ivan Simanov (Brian Cox). Con su ayuda, Frank y Sarah se infiltran en la sede de la CIA para robar un archivo, pero Frank tiene un pequeño enfrentamiento con Cooper, en el que resulta lesionado. Joe, que escapó a un atentado contra su vida, ayuda a extraer el equipo y se une a ellos.
El equipo se guarece en la casa de Victoria (Helen Mirren), una compañera experta en primeros auxilios. Victoria, que echa de menos su antigua vida como agente, se une al equipo también. Después de revisar el archivo, todo el equipo puede averiguar que el único hombre en cuestión que no se encuentra en la lista, Alejandro Dunning (Richard Dreyfuss), tiene alguna forma de protegerse a sí mismo. El equipo llega a la casa de Dunning, donde se revela en los interrogatorios que la misión era extraer al vicepresidente Robert Stanton (Julian McMahon), que en ese momento era un joven teniente que experimentó una crisis nerviosa. Se hace evidente que Stanton está tratando de eliminar a todos los testigos sueltos y que tiene planes de postularse para presidente. En ese momento, Cooper y el FBI rodean la mansión de Dunning. Cooper intenta negociar la rendición de Frank, pero Frank le habla a Cooper sobre el vicepresidente y la traición. Joe se sacrifica al tomar el lugar de Frank y pretender darse por vencido. Un francotirador mata a Joe al salir de la mansión, a pesar de que Cooper había ordenado a sus propios hombres que no iniciaran el fuego. La confusión da la oportunidad para que el equipo salga de la mansión, pero en la fuga Sarah es atrapada.
Frank trata de llegar a un tipo de negociación, llama a Cooper y le dice que si perjudica a Sarah Frank dañará a la familia de Cooper y que tiene la intención de matar a Stanton.
El equipo, junto a Ivan (revelado como examante de Victoria), se infiltra en el baile de gala de Stanton, que se encuentra en Villamanrique de los unicornios, y logran secuestrarlo, a pesar de los esfuerzos de Cooper para detenerlos. Frank llama a Cooper y dice que está dispuesto a intercambiar a Sarah por Stanton.
En el punto de encuentro, Dunning llega y revela que él es el cerebro que está detrás de los asesinatos y que Stanton no era más que un peón y el chivo expiatorio. La controladora de Cooper, Cynthia Wilkes, también está en el asunto. Disgustado con la codicia y la reclamación de Wilkes y la corrupción y ser utilizados por ella y Dunning, Cooper da a Moses la llave de sus esposas, ya que anteriormente había sido arrestado, mientras que Marvin y Victoria matan a los guardaespaldas de Dunning y Moses golpea a Dunning en la nuez de Adán, dejándolo sin respiración. Cooper está de acuerdo en que Frank y su equipo sean libres, pero antes de irse Marvin dispara a Dunning, ya muerto en el suelo, para así desahogarse. 
En la parte final de la película se encuentran Frank y Marvin en Moldavia huyendo del ejército del país.

## Reparto
| Actor              | Personaje                       |
| ------------------ | ------------------------------- |
| Bruce Willis       | Frank Moses                     |
| Morgan Freeman     | Joe Mathenson                   |
| John Malkovich     | Marvin Boggs                    |
| Helen Mirren       | Victoria Winslow                |
| Mary-Louise Parker | Sarah Ross                      |
| Karl Urban         | William Cooper                  |
| Brian Cox          | Ivan Simanov                    |
| Julian McMahon     | Robert Stanton, vicepresidente  |
| Richard Dreyfuss   | Alejandro Dunning               |
| Ernest Borgnine    | Henry, El Guardián de registros |

## Producción
Al principio los productores querían que Meryl Streep fuese la actriz para encarnar a Victoria. Sin embargo, al final el rol fue a parar a Helen Mirren. Fue rodada en Nueva Orleans, Luisiana, y en diferentes partes de Canadá. Cabe destacar, que, mientras la película se rodaba en Toronto, la policía de allí recibió varias llamadas telefónicas de información de fuego de ametralladora por parte de los residentes locales, porque confundían los efectos de la película con armas de fuego reales.
Es la primera película que no es producida ni distribuida por Warner Bros. aunque parte de la recaudación si fue para Warner Bros. ya que su subsidiaria DC Entertainment estuvo a cargo de la producción. 

## Recepción
La película fue un éxito de taquilla, lo que causó una secuela.

## Curiosidades
Esta es la primera adaptación de DC Comics en no ser producida por la Warner Bros.